# Rebelión de Los Zendales de 1712
A principios de agosto de 1712 estalló en la provincia de Los Zendales (que formaba parte de la jurisdicción de la alcaldía mayor de Chiapas, sujeta a la Audiencia de Guatemala) una rebelión india, sofocada a finales de noviembre por las tropas españolas. En esta participaron pueblos de tres partidos: Los Zendales, Coronas y Chinampas y Guardianía de Huitiupan. El centro de esta rebelión fue Cancuc, un pueblo de la región de los Altos de Chiapas. La rebelión, de tintes religiosos, tenía por objetivo quitarle a los españoles la preponderancia que ejercían, mediante la expulsión y asesinato de eclesiásticos españoles y sustituyéndolos por un clero indígena, entronizando obispos y ordenando curas.

## Causas
A partir de la conquista, los indios se convirtieron en súbditos de la Corona española y se les impusieron obligaciones tributarias. El pago de tributo se hacía en parte en especie y en parte, en dinero. El tributo en especie comprendía por lo general maíz, frijol y chile.  En tiempo de escasez, la parte del tributo que pagaban los indios en especie, se les exigía que lo pagaran en dinero al precio que tenían los mercados locales. Esto provocó que en los años de malas cosechas tuvieran que pagar de más. El tributo en dinero era un tostón (el llamado tostón real). Los pueblos más distantes de Ciudad Real (por ejemplo, la provincia de Los Zendales) pagaban siempre sus tributos en dinero, lo cual provocó que varios indios tuvieran que migrar de sus pueblos para trabajar durante varios meses en las haciendas de los dominicos en Ocosingo.  Además el obispo Álvarez de Toledo visitó a los pueblos en donde cobró a los indios diezmos por sus cofradías. Algunos dicen que en cada una de sus visitas le sacaba a cada cofradía siete pesos, más doce por misa.

## Crisis agrícola
Por otra parte, 1707 y 1712 fueron periodos de malas cosechas que afectaron directamente a los indios tributarios. Las consecuencias directas fueron que sus habitantes no sólo no lograban obtener cosechas suficientes para asegurar su subsistencia, sino que además el monto de los tributos conmutados a dinero aumentaba en forma directamente proporcional a los precios que alcanzaban el maíz, el frijol y el chile en los mercados (y que, según la gravedad de la escasez, podían duplicarse o incluso triplicarse).

## Milagros y apariciones previas a la rebelión
Las primeras expresiones de inconformidad de los indios se manifestaron en forma de devociones religiosas. Los indios empezaron a rendirle culto a ciertas imágenes que se decía habían aparecido milagrosamente. La primera aparición se dio en 1708 en Zinacantán, cuando un ermitaño se hizo venerar por los naturales de ese pueblo. En 1711 un indio de Simojovel decía que era primo de la Virgen de la Soledad y que ésta no tardaría en llegar al mundo. Al mismo tiempo, otro indio, que afirmaba ser San Pablo, recorrió la región anunciando el fin de los tiempos. En marzo de 1712 se propagó el milagro de la aparición de la Virgen en Santa Marta Jolotepec. Este milagro fue muy importante, pues se extendió rápidamente y atrajo a muchos indios de varios pueblos muy alejados. Al mismo tiempo en Chenalhó la imagen del Santo Patrono del pueblo sudó y por eso los habitantes de ese lugar no acudieron a visitar a la virgen de Santa Marta.

## Estallido de la rebelión
La aparición de la Virgen en Cancuc en 1712 tuvo un fuerte impacto en la zona, en particular en la provincia de Los Zendales. Una india llamada María López convenció a los principales de que se le había aparecido la Virgen, que le había hablado y le había pedido que le construyeran una ermita para que pudiese vivir entre los indios. A raíz de la rebelión María López pasó a llamarse María de la Candelaria. Después de la aparición se enviaron convocatorias a todos los pueblos tseltales anunciando que ya no había rey y pidiéndolos que fueran a Cancuc, llevando las imágenes y las cruces procesionales. Con esta convocatoria casi todos los pueblos de los tres partidos (Chinampas y Coronas, Zendales y Guardianía de Huitiupan) dejaron de pagar los tributos. Se ordenaron sacerdotes indígenas, entre ellos Lucas Pérez de Chilón y Jerónimo Saraos de Bachajón, quienes al principio eran los secretarios de María de la Candelaria. 

## Toma de Chilón y Ocosingo
El 12 de agosto de 1712 los indios tomaron Chilón, donde acabaron con los pocos mestizos, españoles y mulatos que había. Salieron a Chilón dos mil soldados de la Virgen para sujetar a los mestizos que estaban encuartelados en ese pueblo. El padre Nicolás de Colindres intentó negociar con los indios, pero la respuesta de ellos fue negativa y pidieron a los españoles que entregaran sus armas, afirmando que de ese modo se harían buenos amigos. Los españoles decidieron entonces entregar las armas, y los indios, viendo desarmados a los españoles, los atacaron. Los españoles ya no tuvieron otro lugar a donde escapar. Unos subieron al caracol de la iglesia y desde el campanario fueron derribados por los indios, mientras que otros los estaban esperando abajo con palos y machetes. Otros más trataron de armarse con palos, pero desgraciadamente ya no tuvieron tiempo y fueron asesinados a machetazos. Los indios, después de haber ganado la pelea en Chilón, tomaron las armas de los españoles con ánimos de continuar la guerra. Al siguiente día se marcharon para sujetar a los españoles de Ocosingo. Los españoles se enteraron que los indios irían por ellos y prefirieron huir, dejando a las mujeres y niños. Los indios tomaron venganza con las mujeres, quienes recibieron muchos azotes y fueron llevadas a Cancuc a pie, descalzas y vistiendo como indias, mientras que a los niños les dieron muerte.

## Entrada a Huixtan
El 20 de agosto de 1712, los indios soldados de María de la Candelaria, se dirigieron a Huixtan para acabar con los españoles. Cinco días después llegaron otros 4 mil indios como refuerzos, a quienes acompañaba un español llamado Padilla y don Nicolás Vásquez de Bachajón, que había sido nombrado capitán general por María de la Candelaria. Los indios llevaban treinta escopetas que les habían quitado a los ladinos que mataron en Chilón; otros traían lanzas fabricadas con las herramientas de trapiche de Ocosingo; el resto de su armamento consistía en palos con la punta bien aguzada y quemada, así como piedras en calidad de proyectiles. Don Nicolás Vásquez, que era la cabeza de ese grupo, les decía a los indios que entraran por la huerta y que no les tuvieran miedo a los españoles, pues solamente eran unos cientos. Por el lado de los españoles, salieron de Ciudad Real 140 hombres acompañados por los sacerdotes dominicos fray Juan Arias, fray Jorge de Atondo y fray Simón de Lara. Así, llegó el momento de enfrentarse. Los indios avanzaban hacia el centro del pueblo con gritos y órdenes de entrar por la huerta del convento. Por su parte, el padre Juan Arias tomó sus armas y, encabezando un grupo, salió al encuentro de los atacantes. Se cruzaron disparos y armas, de modo que ahí murieron algunos indios. Por otro sitio, un sargento llamado Juan Ángel derribó a un indio dejándolo con una herida de muerte, pero fue tomado por la multitud de indios y fue arrojado de la trinchera. El padre fray Gabriel de Artiga le escribió a todos los religiosos de Ciudad Real, Chiapa de Indios y Comitán para que se sumaran al movimiento. No solamente les pedía ayuda, sino también que cooperaran para la comida y caballos de los soldados. De esta manera, Pedro Gutiérrez salió con 150 indios chiapanecos, acompañados del gobernador de Chiapa Agustín Ximénez; salieron de Ciudad Real otros 200 indios, mulatos, negros y mestizos. Los españoles, al llegar a los alrededores de Huixtan y a la vista del pueblo, se encontraron con la multitud de indios rebeldes, quienes los atacaron. Los soldados se defendieron de ellos: abrieron fuego y le dieron muerte a muchos de los contrarios. Algunos huyeron a las orillas por el puente camino a Oxchuc. El saldo de ese enfrentamiento fueron 50 indios muertos. 

## Toma de Oxchuc
En el mes de septiembre llegó a Ciudad Real, procedente de Guatemala, don Nicolás de Segovia para atacar a la región sublevada. De Ciudad Real salió rumbo a Huixtan con 400 hombres (entre ellos 50 negros) y con más de 150 chiapanecos. El día 22 de agosto entró a Oxchuc. Al llegar al pueblo se refugió en la iglesia. Al día siguiente se enfrentó con 6,000 indios durante aproximadamente dos horas; en el enfrentamiento murieron varios indios. Nicolás de Segovia ordenó a fray Juan Arias (junto con 25 esclavos y otros 50 hombres) que acabaran con los indios. Otros, al ver que no podían con los españoles, huyeron a los alrededores del pueblo e iban perseguidos por esclavos negros, pero se refugiaron en los montes. Otros más se rindieron y se entregaron a la milicia española.

## Entrada a San Martín Abasolo y toma de Cancuc
El 31 de octubre llegó a Ciudad Real el presidente de la Audiencia, Toribio de Cosío, para dar fin a esta rebelión y tomar de una vez a Cancuc. Los españoles tomaron Oxchuc y después se dirigieron al pueblo de San Martín. Ahí, don Nicolás de Segovia, quien contaba con 400 hombres para atacar el pueblo de San Martín, lo incendió hasta dejar solo cenizas. Finalmente, ya por la tarde, se trasladaron a Cancuc y tomaron rumbo a Guaquitepec. Al llegar al día siguiente, fueron recibidos por los indios a pedradas y lanzadas. Entre los españoles iban 12 hacheros. Al cabo de cinco horas, los españoles entraron a matar a muchos indígenas a balazos y a golpes; unos tiraron la puerta de la ermita, otros los sujetaron por los montes. En la ermita hallaron a algunos viejos, indios y mujeres refugiados. Cada uno buscaba liberarse de los soldados, que duraron aproximadamente cinco horas en combate. Ya tomado el pueblo, los soldados desalojaron a los indios. Entre los españoles hubo 200 heridos por flechas y balazos. Algunos dicen que entre heridos y muertos alcanzaron una cifra de aproximadamente mil personas. Así tomaron Cancuc el 21 de noviembre de 1712. El presidente de la Real Audiencia de Guatemala, don Toribio de Cosío, envió un manifiesto en toda la provincia y amenazó con encarcelar a todos los indios junto con sus familias si se volvían a levantar en armas.